# Norra Ljunga församling
Norra Ljunga församling var en församling i Växjö stift och nuvarande Sävsjö kommun. Församlingen införlivade 1947 Vallsjö församling och bildade Sävsjö församling. 
Församlingskyrka var Norra Ljunga kyrka.

## Administrativ historik
Församlingen har medeltida ursprung.
Församlingen utgjorde under medeltiden ett eget pastorat, för att därefter till 1940 vara annexförsamling i pastoratet Bringetofta, Norra Ljunga och Hylletofta. Från 1940 var den annexförsamling i pastoratet Vallsjö och Norra Ljunga för att sedan 1947 utökas och namnändras till Sävsjö församling.